# Gibsonburg, Ohio
Gibsonburg là một làng thuộc quận Sandusky, tiểu bang Ohio, Hoa Kỳ. Năm 2010, dân số của làng này là 2581 người.

## Dân số
- Dân số năm 2000: 2506 người.
- Dân số năm 2010: 2581 người.